# John Walter Flesey

Wappen von John Walter Flesey

John Walter Flesey (* 6. August 1942 in Jersey City, New Jersey) ist ein US-amerikanischer römisch-katholischer Geistlicher und emeritierter Weihbischof in Newark.

## Leben
John Walter Flesey empfing am 31. Mai 1969 die Priesterweihe.
Papst Johannes Paul II. ernannte ihn am 21. Mai 2004 zum Weihbischof in Newark und Titularbischof von Allegheny. Der Erzbischof von Newark John Joseph Myers spendete ihm und Gaetano Aldo Donato am 4. August desselben Jahres die Bischofsweihe; Mitkonsekratoren waren Arthur Joseph Serratelli, Bischof von Paterson, und Michael Angelo Saltarelli, Bischof von Wilmington.
Am 16. Oktober 2017 nahm Papst Franziskus seinen altersbedingten Rücktritt an.